# Intelsat

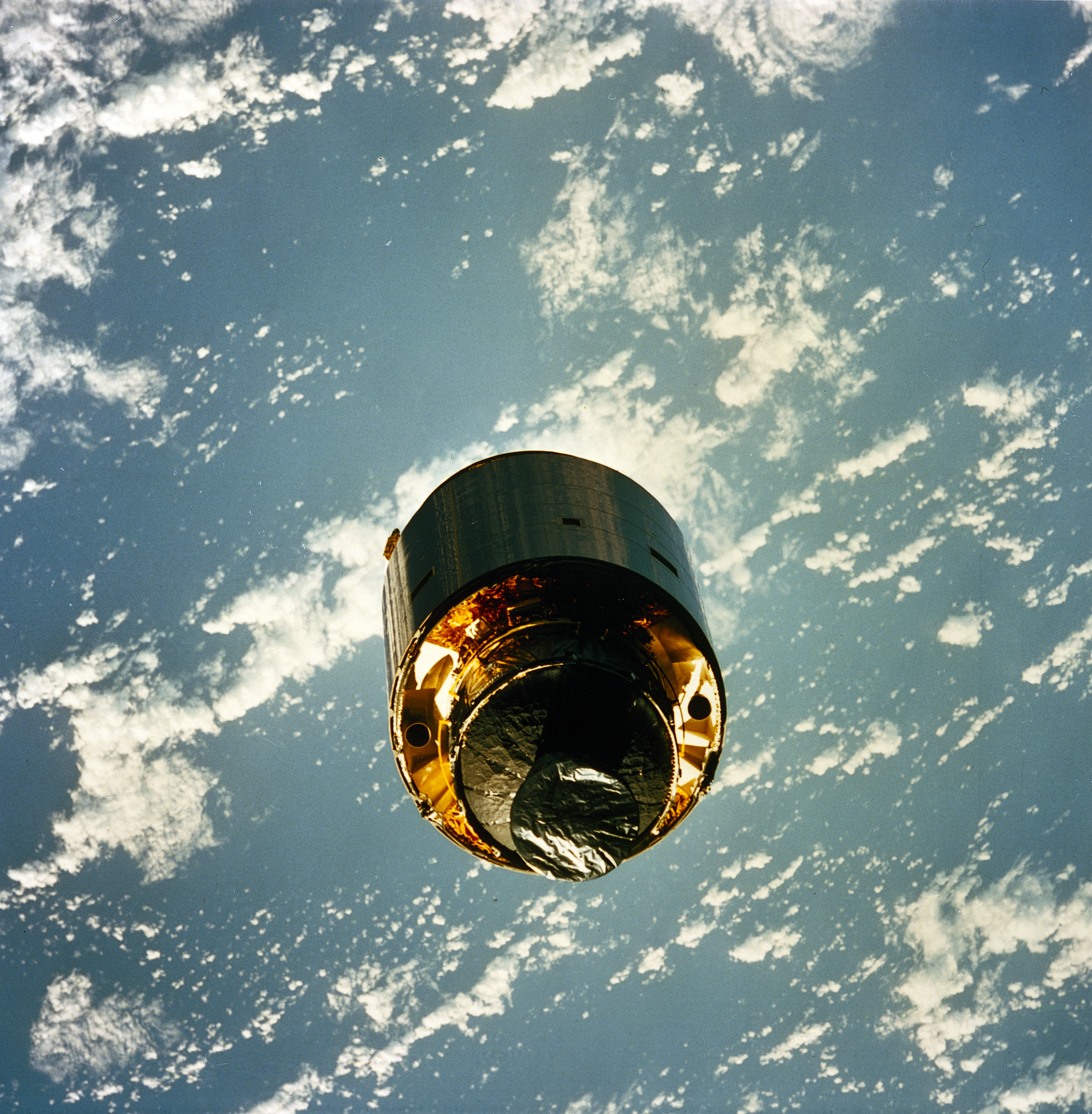
Il satellite INTELSAT VI subito dopo la riparazione eseguita dalla missione STS-49.

Intelsat è stata creata nel 1964 come la prima organizzazione intergovernativa mondiale per lo sviluppo e la gestione commerciale delle telecomunicazioni via satellite.

## Descrizione
Il principio organizzativo di quest'organizzazione internazionale è stato quello di un'organizzazione non lucrativa, gestita su solide basi commerciali, cioè con una remunerazione del capitale investito prefissata al 14% annuo. Le nazioni proprietarie del sistema (più di 120) contribuivano agli investimenti in proporzione al loro utilizzo dei satelliti, ricevendo l'interesse sul capitale investito prefissato. Tutti gli utilizzatori del sistema (membri o non membri dell'organizzazione) pagavano delle tariffe di utilizzazione a seconda del tipo di servizio (telefonia, televisione, trasmissione dati), della capacità impegnata sui satelliti e della durata del servizio.
L'ente designato dallo Stato Italiano come firmatario degli Accordi Intelsat e sesto utilizzatore del sistema (a giugno 2000) era la Telespazio S.p.A., nella sua qualità di concessionaria esclusiva del Ministero delle comunicazioni per le comunicazioni via satellite.
Il 18 luglio 2001 l'Intelsat, a seguito del processo di liberalizzazione e privatizzazione delle telecomunicazioni mondiali, è stata trasformata in una società privata, INTELSAT Ltd., con sede centrale in Bermuda e oltre 200 azionisti da più di 145 Paesi, sotto il controllo di un'organizzazione intergovernativa, la ITSO (International Telecommunications Satellite Organization), cui aderiscono 148 Paesi. Dal 2005 la Intelsat Ltd. è stata acquisita dalla banca Goldman Sachs & Co. attraverso lo strumento finanziario dei fondi di private equity.
A febbraio 2007 Intelsat gestiva 54 satelliti in orbita geostazionaria ed un gran numero di infrastrutture terrestri, dopo la fusione con la società statunitense PanAmSat, avvenuta nel 2006.
Nel 2010, a seguito di un processo di riorganizzazione della struttura aziendale, la società ha spostato la sede centrale in Lussemburgo.